# Siglo XXI
Siglo XXI är en ort i Mexiko.   Den ligger i kommunen León och delstaten Guanajuato, i den centrala delen av landet, 300 km nordväst om huvudstaden Mexico City. Siglo XXI ligger 1 959 meter över havet och antalet invånare är 121.
Terrängen runt Siglo XXI är kuperad åt sydost, men åt nordväst är den platt. Runt Siglo XXI är det mycket tätbefolkat, med 1 313 invånare per kvadratkilometer. Närmaste större samhälle är León de los Aldama, 8,8 km öster om Siglo XXI. I omgivningarna runt Siglo XXI växer huvudsakligen savannskog.